# Campeonato Baiano de Futebol Sub-20 de 2019
O Campeonato Baiano Sub-20 de 2019 foi a quadragésima edição desta competição futebolística de categoria de base organizada pela Federação Bahiana de Futebol (FBF). O torneio foi disputado por dezesseis agremiações entre os dias 9 de março e 18 de maio.
Na primeira fase do torneio, os oitos melhores colocados se classificaram: Bahia, Canaã, Jacuipense, Juazeirense, Poções, Vitória, Vitória da Conquista e Ypiranga. Bahia e Canaã prosseguiram e protagonizaram a decisão. O clube de Salvador triunfou na primeira partida pelo placar mínimo. No entanto, sofreu um revés na finalíssima e o décimo nono título foi conquistado nas penalidades.

## Participantes e regulamento
O regulamento do Campeonato Baiano Sub-20 de 2019 se manteve semelhante ao do ano anterior, com exceção ao número de participantes. Na primeira fase, as dezesseis agremiações foram divididas em quatro grupos, pelos quais enfrentaram os adversários do próprio chaveamento em turno e returno. No término das seis rodadas, os dois melhores colocados de cada grupo se classificaram para as quartas de final. Após esta fase, o sistema do torneio mudou para eliminatório, no qual os clubes disputaram duas partidas nas fases quartas de final, semifinal e final. As dezesseis agremiações que integraram o torneio foram: ABB, Atlântico, Atlético de Alagoinhas, Bahia, Bahia de Feira, Canaã, Fluminense de Feira, Galícia, Jacobina, Jacuipense, Jequié, Juazeirense, Poções, Vitória, Vitória da Conquista e Ypiranga.

## Resultados

### Primeira fase

#### Grupo 1
- Bahia de Feira e Juazeirense empataram no número de pontos. O posicionamento final foi determinado pelos critérios de desempate, o saldo de gols.
- Fonte: Federação Bahiana de Futebol

#### Grupo 2
- Fonte: Federação Bahiana de Futebol

#### Grupo 3
- ABB e Atlético de Alagoinhas empataram no número de pontos. O posicionamento final foi determinado pelos critérios de desempate, o saldo de gols.
- Fonte: Federação Bahiana de Futebol

#### Grupo 4
- Atlântico e Galícia empataram no número de pontos. O posicionamento final foi determinado pelos critérios de desempate, o saldo de gols.
- Fonte: Federação Bahiana de Futebol

### Fase final
|  | Quartas de final     | Quartas de final | Quartas de final | Quartas de final |       |                      | Semifinais     | Semifinais     | Semifinais     | Semifinais     |  |       | Final           | Final           | Final           | Final           |  |  |
|  | 20 a 27 de abril     | 20 a 27 de abril | 20 a 27 de abril | 20 a 27 de abril |       |                      | 4 e 11 de maio | 4 e 11 de maio | 4 e 11 de maio | 4 e 11 de maio |  |       | 18 e 25 de maio | 18 e 25 de maio | 18 e 25 de maio | 18 e 25 de maio |  |  |
|  |                      |                  |                  |                  |       |                      |                |                |                |                |  |       |                 |                 |                 |                 |  |  |
|  | Jacuipense           | 3                | 1                | 4 (2)            |       |                      |                |                |                |                |  |       |                 |                 |                 |                 |  |  |
|  | Canaã (p.)           | 1                | 3                | 4 (3)            |       |                      |                |                |                |                |  |       |                 |                 |                 |                 |  |  |
|  | Canaã (p.)           | 1                | 3                | 4 (3)            |       | Canaã (p.)           | 1              | 2              | 3 (5)          |                |  |       |                 |                 |                 |                 |  |  |
|  |                      |                  |                  |                  |       | Canaã (p.)           | 1              | 2              | 3 (5)          |                |  |       |                 |                 |                 |                 |  |  |
|  |                      | Vitória          | 1                | 2                | 3 (4) |                      |                |                |                |                |  |       |                 |                 |                 |                 |  |  |
|  | Juazeirense          | Vitória          | 1                | 2                | 3 (4) | 1                    | 0              | 1              |                |                |  |       |                 |                 |                 |                 |  |  |
|  | Juazeirense          |                  |                  |                  |       | 1                    | 0              | 1              |                |                |  |       |                 |                 |                 |                 |  |  |
|  | Vitória              | 2                | 4                | 6                |       |                      |                |                |                |                |  |       |                 |                 |                 |                 |  |  |
|  | Vitória              | 2                | 4                | 6                |       |                      |                |                |                |                |  | Canaã | 0               | 1               | 1 (3)           |                 |  |  |
|  |                      |                  |                  |                  |       |                      |                |                |                |                |  | Canaã | 0               | 1               | 1 (3)           |                 |  |  |
|  |                      | Bahia (p.)       | 1                | 0                | 1 (5) |                      |                |                |                |                |  |       |                 |                 |                 |                 |  |  |
|  | Ypiranga             | Bahia (p.)       | 1                | 0                | 1 (5) | 0                    | 0              | 0              |                |                |  |       |                 |                 |                 |                 |  |  |
|  | Ypiranga             |                  |                  |                  |       | 0                    | 0              | 0              |                |                |  |       |                 |                 |                 |                 |  |  |
|  | Vitória da Conquista | 1                | 4                | 5                |       |                      |                |                |                |                |  |       |                 |                 |                 |                 |  |  |
|  | Vitória da Conquista | 1                | 4                | 5                |       | Vitória da Conquista | 1              | 0              | 1              |                |  |       |                 |                 |                 |                 |  |  |
|  |                      |                  |                  |                  |       | Vitória da Conquista | 1              | 0              | 1              |                |  |       |                 |                 |                 |                 |  |  |
|  |                      | Bahia            | 1                | 3                | 4     |                      |                |                |                |                |  |       |                 |                 |                 |                 |  |  |
|  | Poções               | Bahia            | 1                | 3                | 4     | 2                    | 0              | 2              |                |                |  |       |                 |                 |                 |                 |  |  |
|  | Poções               |                  |                  |                  |       | 2                    | 0              | 2              |                |                |  |       |                 |                 |                 |                 |  |  |
|  | Bahia                | 4                | 3                | 7                |       |                      |                |                |                |                |  |       |                 |                 |                 |                 |  |  |

- Em itálico, os clubes que possuem o mando de jogo no confronto. Em negrito, os vencedores.
- Este chaveamento foi adaptado para uma melhor visualização.
- Fonte: Federação Bahiana de Futebol